# 짐 데이비스 (만화가)

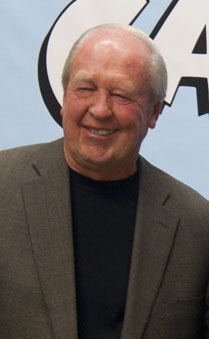
2010년 모습

제임스 로버트 짐 데이비스(영어: James Robert "Jim" Davis, 1945년 7월 28일 ~ )은 미국의 만화가이다. 미국 인디애나주에서 태어났다. 그는 1978년 Garfield comic strip이라는 만화를 공개했으며, 현재 고양이 가필드를 그린 사람으로 알려져 있다.